# Президентские выборы в Габоне (1986)
Президентские выборы в Габоне проходили 9 ноября 1986 года. Единственным кандидатом на пост был Омар Бонго. Явка составила 99,9%. Эти выборы были последними перед переходом Габона на многопартийную систему в 1990 году.

## Результаты
| Кандидат                           | Партия                             | Голоса  | %    |
| ---------------------------------- | ---------------------------------- | ------- | ---- |
| Омар Бонго                         | Габонская демократическая партия   | 903 739 | 100  |
| Недействительных/пустых бюллетеней | Недействительных/пустых бюллетеней | 300     | –    |
| Всего                              | Всего                              | 904 039 | 100  |
| Проголосовавших избирателей/Явка   | Проголосовавших избирателей/Явка   | 904 467 | 99,9 |
| Источник: Nohlen et al.            |                                    |         |      |